# Liogluta pagana
Liogluta pagana – gatunek chrząszcza z rodziny kusakowatych i podrodziny rydzenic. Zamieszkuje Europę i Zakaukazie.

## Taksonomia
Gatunek ten opisany został po raz pierwszy w 1839 roku przez Wilhelma Ferdinanda Erichsona pod nazwą Homalota pagana.

## Morfologia
Chrząszcz o wydłużonym ciele długości od 4,5 do 5 mm. Wierzch ciała jest błyszczący, niezbyt gęsto punktowany, porośnięty rozproszonymi, dość długimi, nieco podniesionymi włoskami. Głowa jest czarniawobrązowa, zaokrąglona, o niepełnym obrzeżeniu skroni. Czułki są rudobrązowe do ciemnobrązowych z rudożółtymi nasadami, smukłe, o członie przedostatnim u samicy tak długim jak szerokim, a u samca dłuższym niż szerokim. Przedplecze jest rudobrązowe do ciemnobrązowego, nieco szersze od głowy, lekko poprzeczne. Pokrywy mają ubarwienie rudobrązowe do ciemnobrązowego i pozbawione są wyraźnego szagrynowania. Kolor smukłych odnóży jest rudożółty. U tylnej pary stóp człon pierwszy nie jest dłuższy od drugiego. Odwłok jest rudobrązowy do ciemnobrązowego z ciemniejszą poprzeczną opaską przed wierzchołkiem. Tylko trzy początkowe tergity mają u podstawy wyraźne wgłębienia poprzeczne. U samca szósty tergit jest grubo punktowany, o tylnej krawędzi prostej i drobno powcinanej, po bokach jedynie płasko zaokrąglonej. U samicy szósty sternit ma krawędź tylną bardzo szeroko zaokrągloną, niemal rozwartokątną.

## Ekologia i występowanie
Owad ten preferuje tereny podgórskie i górskie. Bytuje w ściółce.
Gatunek palearktyczny. W Europie znany jest z Irlandii, Wielkiej Brytanii, Francji, Belgii, Holandii, Niemiec, Szwajcarii, Austrii, Włoch, Danii, Szwecji, Norwegii, Finlandii, Polski, Czech, Słowacji, Węgier, Ukrainy, Rumunii, Bośni i Hercegowiny i europejskiej części Rosji. W Azji podawany jest z Gruzji.
Na „Czerwonej liście gatunków zagrożonych Republiki Czeskiej” umieszczony jest jako gatunek zagrożony wymarciem (EN).